# Eva Perón
Evita Maria Perón (rođ. Duarte), (Los Toldos, 7. svibnja 1919. – Buenos Aires, 26. srpnja 1952.), poznatija pod nadimkom Evita, bila je druga žena argentinskog predsjednika Juana Dominga Perona i prva dama Argentine od 1946. do smrti 1952.
Rođena u predgrađu Buenos Airesa, bila je peto dijete u obitelji. U dobi od petnaest godina počela je putovati po Buenos Airesu, i suočila se s velikim teškoćama zbog nedostatka obrazovanja i veza. Ipak, kasnije je počela dobivati uloge kao glumica u radio-dramama i sapunicama. Tadašnjeg generala, Juana Perona, upoznala je na dobrotvornoj svečanosti održanoj u povod poginulih u potresu na sjeveru zemlje. Vjenčali su se krajem listopada 1945. godine. Ubrzo nakon objave braka, svi filmovi i serije u kojima je glumila Evita, bili su cenzurirani i zabranjeni.
Aktivno je sudjelovala u sindikatima, osnovala je fundaciju koja je pomogla siromašnima izgradivši na tisuće domova i škola diljem Argentine. Osigurala je zdravstvenu zaštitu i za najbijednije slojeve društva te je bila veliki borac za prava žena. 
Iako se vežu i brojne kontroverze na račun njenog života, prije nego što je postala prva dama Argentine, ostat će zapamćena kao jedna od najpopularnijih prvih dama (ali i najmoćnijih žena) u povijesti, s velikom karizmom koju je imala među radničkom klasom, ženama i siromašnim slojevima.